# Leipziger Neuseenland

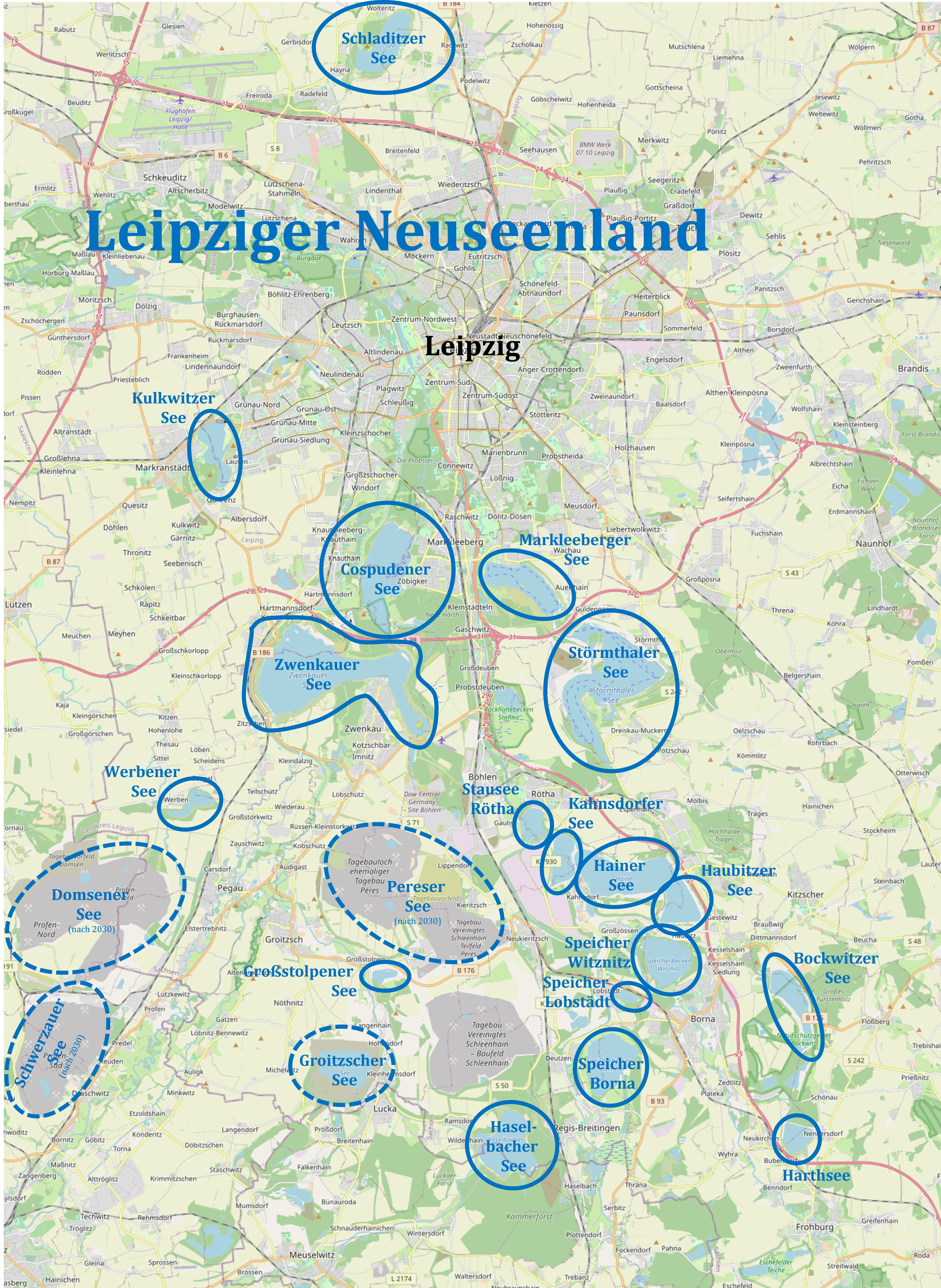

Das Leipziger Neuseenland ist eine teilweise noch entstehende und zum Mitteldeutschen Seenland zählende Bergbaufolgelandschaft. Dazu gehören Anteile im Landkreis Leipzig, im Landkreis Nordsachsen und in der Stadt Leipzig. Im Rahmen der Rekultivierung und Renaturierung der ehemaligen Braunkohlegewinnung und deren Anlagen entstanden und entstehen aus den Tagebaurestlöchern zahlreiche Gewässer, die sich in den nächsten Jahren und Jahrzehnten füllen werden und die teilweise mit Kanälen verbunden werden sollen. Der Seenverbund soll einmal eine Wasserfläche von etwa 70 km² einnehmen und sowohl touristisch genutzt werden als auch dem Hochwasserschutz dienen.
Im Rahmen der Bewerbung der Stadt Leipzig für die Olympischen Spiele 2012 war das Neuseenland für die Wettkämpfe in Sportarten wie Rudern, Kanu, Kanu-Slalom, Tennis, Mountainbike, Rad fahren, Trap- und Skeetschießen, Triathlon und Beachvolleyball vorgesehen. In Markkleeberg wurde dafür der Kanupark Markkleeberg erbaut.

## Seen
Zu den Seen des Leipziger Neuseenlandes gehören unter anderem:
| Name                          | Endgültige Größe | Flutungsende | Nutzung                                                      |
| ----------------------------- | ---------------- | ------------ | ------------------------------------------------------------ |
| Bockwitzer See                | 170 ha           | 2005         | überwiegend für Naturschutz vorbehalten, Strände geplant     |
| Cospudener See                | 436 ha           | 2000         | Wassersport und Freizeitzentrum                              |
| Domsener See (→ Domsen)       | 920 ha           | 2046         |                                                              |
| Groitzscher See (→ Groitzsch) | 869 ha           | 2060         | Landschaftssee, Naherholung (geplant)                        |
| Hainer See                    | 387 ha           | 2007         | Wassersport und Freizeitzentrum (geplant)                    |
| Harthsee                      | 65 ha            | 1995         | Badesee, Gastronomie, Campingplatz                           |
| Haselbacher See               | 335 ha           | 2002         | Wassersport, Badesee                                         |
| Haubitzer See                 | 160 ha           | 2007         | Wassersport und Freizeitzentrum (geplant)                    |
| Kahnsdorfer See               | 112 ha           | 2007         | Naturschutz                                                  |
| Kulkwitzer See                | 150 ha           | 1973         | Wassersport und Freizeitzentrum                              |
| Markkleeberger See            | 252 ha           | 2006         | Wassersport und Freizeitzentrum (z. T. in Bau)               |
| Pereser See                   | 699 ha           | 2051         | Landschaftssee, Naherholung (geplant)                        |
| Schladitzer See               | 220 ha           | 2012         | Wassersport und Freizeitzentrum                              |
| Schwerzauer See (→ Schwerzau) | 840 ha           | 2060         |                                                              |
| Speicherbecken Borna          | 265 ha           | 1980         | Hochwasserschutz, Fischzucht, Naturschutz, Naturstrände      |
| Speicherbecken Witznitz       | 236 ha           | 1954         | Speichersee                                                  |
| Störmthaler See               | 730 ha           | 2011         | Touristik, Wassersport, Naturschutz, Kunstprojekte           |
| Werbener See                  | 80 ha            | 2000         | Badesee, Angelrevier                                         |
| Zwenkauer See                 | 970 ha           | 2015         | Freizeit und Erholung, Natur- und Hochwasserschutz (geplant) |